# Echiniscus marinellae
Echiniscus marinellae är en djurart som tillhör fylumet trögkrypare, och som beskrevs av Bartos 1935. Echiniscus marinellae ingår i släktet Echiniscus och familjen Echiniscidae. Inga underarter finns listade i Catalogue of Life.